# احنا اتقابلنا قبل كده (فلم)
احنا اتقابلنا قبل كده فيلم مصري من إنتاج عام 2008.

## قصة الفيلم
تكتشف الزوجة الحسناء سارة «نيللي كريم» خيانة زوجها «عمرو ممدوح» فتتركه وتلجأ لصديقتها داليا «كارولين خليل» التي تعيش بدورها أزمة مع صديقها أكرم «محمد سليمان» تدخل سارة في عوالم جديدة تلتقي فيها ب هشام «آسر يس» جار داليا ولاعب الساكسفون وكذلك عبد اللطيف «حسن حسني» مصمم الأزياء فهل سترد سارة خيانة زوجها...و هل تتخطى داليا ازمتها.

## بطولة
- نيللي كريم
- حسن حسني
- راندا البحيري
- كارولين خليل
- آسر ياسين
- محمد سليمان
- عمرو ممدوح
- محسن منصور

## روابط خارجية
- احنا اتقابلنا قبل كده على موقع قاعدة بيانات الأفلام العربية